# Haplocyclodesmus obesus
Haplocyclodesmus obesus är en mångfotingart som först beskrevs av Loomis 1936.  Haplocyclodesmus obesus ingår i släktet Haplocyclodesmus och familjen Sphaeriodesmidae. Inga underarter finns listade i Catalogue of Life.